# 荊国
荊国（けいこく）は、前漢の行政区画。荊とも。長江下流に位置し、後の荊州や現在の荊州市とは離れている。
前漢代の紀元前201年に、楚王韓信が謀反の罪で侯爵（淮陰侯）に格下げされた後、その旧領地を北の楚国と南の荊国に分割した。荊国には劉邦（高祖）の従兄の劉賈が王として封建された。
紀元前196年、英布の起こした反乱を討伐するべく出征した劉賈が敗死し、嗣子がなかったことにより廃絶された。反乱鎮圧後、荊国の旧領土には、劉賈の従子である劉濞が呉王として封建された。